# Бархударов Степан Григорович
Степа́н Григо́рович Бархуда́ров (*7 березня 1894—1983) — російський радянський мовознавець. Спеціаліст в галузі стародавньої російської мови, лексикології і лексикографії.
Член-кореспондент АН СРСР (з 1946), з 1926 — професор Ленінградського університету, з 1958 працює в Інституті російської мови АН СРСР.
Разом з іншими методистами склав підручник «Російська мова» (2 ч., 1929), який неодноразово видавався в Україні. Редактор журн. «Русский язык в школе» (1938—1946) і «Русский язык в национальной школе» (з 1957). Разом з С. П. Обнорським видав «Хрестоматію з історії російської мови», редактор «Словника сучасної російської літературної мови» (т. 1—6, від «А» до «М», 1948—57).